# Ничи ничи коре коничи
Ничи ничи коре коничи (日々是好日) също произнасяно „хиби коре кьоджитсу“ е японска дзен будистка пословица поне на 300 години, която означава „Всеки ден е хубав ден“ или „Всички дни са хубави дни“. Представена е от някои дзен учители (най-вече от Кодо Саваки и неговия ученик Тайсен Дешимару) като коан, който е изказване, явяващо се противоречиво на рационалността, но което изказване може да бъде разбрано чрез интуицията.